# 快速急行
快速急行（日语：／，英文：Rapid Express）是日本鐵路系統中，其中一種旅客列車類別。現時只有私鐵的鐵路線上才設有該列車類別。有部分鐵路公司會把該列車類別簡稱為快急，英文的簡稱為Rapid Exp.｡
快速急行的等級是介乎特急和急行中間。停車站數目基本上比特急多（設有例外），比急行少。鐵路公司加設「快速急行」的目的是為了補助特急列車或把急行列車更快速化，因此視乎各公司的安排，「快速急行」這個列車類別會偏向接近特急或急行。另外，若在同一鐵路線上設有收費的特急列車，此「快速急行」便成為了不需額外費用的最高級別列車類別 (相當於JR的「特別快速」或「新快速」)。另外，在沒有急行列車行走的鐵路線（或者沿線有較多車站的鐵路線）中，會由不需額外費用的特急替代行走。這個情況下，也設有更高一等級，不需要額外費用的「快速特急」（簡稱快特）行走的例子（也有快速特急與快速急行併存的鐵路線)｡
在1958年（昭和33年），首個開設定期「快速急行」的鐵路公司為南海電氣鐵道（若包含臨時列車的話，首個開設「快速急行」的鐵路公司為小田急電鐵，於前年1957年開設）。在隨後的1972年（昭和47年）的近畿日本鐵道，1976年（昭和51年）的東武鐵道也開始開設相關班次｡
在日本國有鐵道和JR方面，由於設有快速列車和急行列車，而為免把需要急行費用的急行列車和大部分只連接普通車廂自由席且不需額外費用的快速之間造成混亂，因此不會使用「快速急行」這個列車類別｡
以下將會記述各鐵路公司開設「快速急行」的運行狀況｡

## 西武鐵道
西武鐵道池袋線在1980年（昭和55年）3月17日起開設「快速急行」班次。在2012年（平成24年）6月前，新宿線曾經設有「快速急行」班次，後來一度沒有該列車類別於新宿線上行駛。直至在2020年（令和2年）3月14日時間表修正，新宿線再次開設「快速急行」班次。

### 池袋線

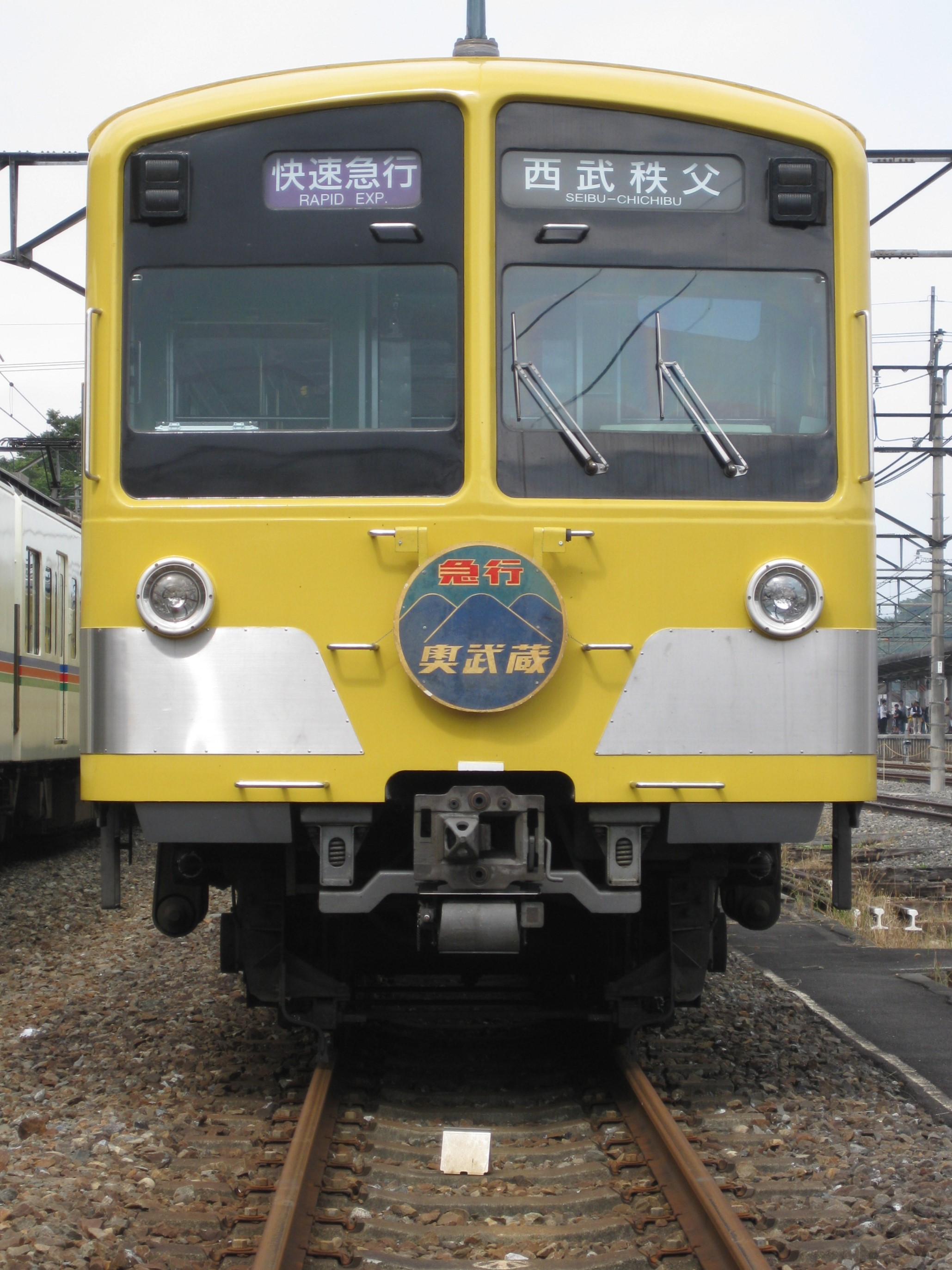
橫瀨車輛基地舉行活動時行走的快速急行「急行 奧武藏」之頭牌

池袋線在2022年（令和2年）3月12日起，平日早上繁忙時間會開設上行1班快速急行列車，從飯能前往池袋。在星期六及假日黃昏時間也會開設快速急行列車，從西武秩父前往池袋。另外也會開設直通至東京地下鐵線的快速急行班次，這些班次會在平日早上9時至下午4時時段，星期六及假日早上8至下午5時時段行走，每30至60分鐘一班。橫濱高速鐵道港未來線元町·中華街站至飯能站之間最快的快速急行之所需時間為95分鐘。另外，平日也設有從有樂町線新木場站出發的快速急行班次直通至池袋線。
於（西武線）池袋站到發的快速急行停車站包括池袋、石神井公園、雲雀之丘、所澤、小手指、入間市和飯能，以及飯能至西武秩父沿途各站。直通至地下鐵有樂町線/副都心線的快速急行停車站（以下車站只記述於西式線內的停車站）包括小竹向原、練馬、石神井公園、雲雀之丘、所澤、小手指（部分班次於此站到發）、入間市和飯能。除了臨時班次外，並沒有直通至地下鐵線的快速急行列車會駛入飯能靠近東飯能方向區間。當西武巨蛋內舉行活動（例如埼玉西武獅於場內參與職棒比賽等）時，從港未來線、東急東橫線和副都心線直通往小手指的快速急行列車會改為前往西武球場前，並且把列車類別改為快速。在這個情況下，會臨時開設從雲雀之丘站出發前往小手指的快速急行班次，以便保持所澤、小手指方向的快捷服務。
曾經快速急行班次在所澤至飯能之間不停站。在1993年（平成5年）12月6日時間表修正起變為現時的停車站。
曾經快速急行列車會直通至秩父鐵道秩父本線，當時這些班次會使用包廂座椅配置的4000系。而在同一抽快速急行列車中，會有三峰口到發與長瀞到發的編成。兩編成會串聯運輸，並於橫瀨站進行分離與併合車廂作業。在西武線內，快速急行列車一般會使用4門列車
在1960年代起，逢春、秋季旅遊旺季會開設行走於池袋至吾野之間的季節性列車，這些列車設有「急行 奧武藏」、「急行 伊豆岳」、「急行 正丸」等愛稱（在西武秩父線開通後，這些班次延長至西武秩父）。後來愛稱統一為「奧武藏」。「奧武蔵」在1980年3月17日時間表修正起升級為快速急行，但是這些列車的頭牌仍然展示「急行」。後來設計了新頭牌後，新設計不再加入「急行」兩字。現時只展示「奧武藏」。另外，西武也會開設不定期快速急行列車，這些列車也會掛上頭牌。
在2013年（平成25年），隨著開設直通至地下鐵的快速急行班次。在同年3月15日前，原本於平日日間行走於池袋至飯能之間的快速急行，在時間表修正起降級為急行。但是，直通路線上發生事故等原因使中止直通運輸時，西武會開設臨時快速急行班次，以西武線池袋站為起終點站。在這個情況下，臨時班次會使用東京地下鐵10000系與東急5050系。
在2016年3月26日時間表修正起，日間時段行走於港未來線元町·中華街站至小手指站/飯能站之間的列車中，於港未來線與東橫線內為特急列車，於副都心線內為急行列車。這些列車附上了愛稱「F-liner」。
另外，在2020年3月7日前，假日會設有遊樂專用列車，早上設有2班下行，黃昏設有1班上行。該列車會從西武線池袋站經飯能直通至西武秩父線。部分列車更會直通至秩父鐵道。
在2020年3月14日時間表修正起，快速急行列車開始通過新櫻台站。

### 新宿線
關於新宿線的快速急行列車。曾經在1998年（平成10年）3月至2012年（平成24年）6月之間行走。在2008年（平成20年）6月14日時間表修正前，設有「川越號」這個列車愛稱。快速急行於平日日間時段的主角為提供比急行更快達班次，以及補助特急「小江戶」。當時新宿線的快速急行會行走於西武新宿站至本川越站之間。在廢除前的停車站可參見西武新宿線。在2020年3月14日時間表修正起，星期六及假日的日間開設2班下行快速急行列車前往本川越；而2022年3月12日時間表修正後，只有星期六及假日早上9時開行的1班從西武新宿開往本川越的下行快速急行列車。
在1998年（平成10年）3月時間表修正前，曾經設有以下「快速急行」班次：
- 行走於西武新宿站至本川越站之間。只於星期六及假日行走，列車名為「高爾夫急行」。停車站包括西武新宿站、高田馬場站、鷺之宮站、田無站、所澤站、狹山市站和本川越站。在1993年（平成5年）時間表修正起，隨著特急「小江戶」開始行走而一度廢除。
- 行走於西武新宿站至西武園站之間，以及西武新宿站至西武遊園地站（現時：多摩湖站）之間。只於星期六及假日行走（西武園到發的班次只於舉行西武園競輪（日语：西武園競輪場）當天（包含平日）行走）。停車站包括急行停車站，當中通過花小金井站和久米川站。另外，由於久米川站是新宿線內較多人使用的車站，隨著該列車通過久米川站，便開展了廢除快速急行的運動。在2012年（平成24年），快速急行被廢除，實現了久米川居民的願望。另外，前往西武遊園地的「快速急行」班次中，在小平站以西的停車站只有萩山站一站。在1996年時間表修正起，隨著八坂站和武藏大和站的月台延長工程完成，快速急行開始停靠兩站（受到這個影響，行走於多摩湖線國分寺站至西武遊園地站之間的準急在同日降級為各站停車）。在1998年（平成10年）時間表修正起，該快速急行列車降級為急行列車（後來，西武遊園地前往多摩湖的急行列車還存在，前往西武園的急行列車則廢除）。
- 曾經為了配合西武巨蛋內舉行棒球比賽，曾經設有從西武新宿站出發，途經狹山線前往西武球場前站的快速急行列車（該班次是把上述前往西武遊園地的快速急行班次改變目的地），在1998年3月時間表修正起降級為急行。

## 東武鐵道
現時，東武鐵道只有東上本線才設有「快速急行」列車行走。過去於日光線方向也設有「快速急行」列車，但該列車需要額外收費。

### 東上本線
在東上本線中，於2008年（平成20年）6月14日時間表修正起開設TJ Liner，在修正前的特急列車於當日起變為「快速急行」列車。停車站包括池袋站、和光市站、朝霞台、川越站，以及川越站以北沿途各站。該快速急行列車是在原本行走的急行列車，以及2013年（平成25年）起開設的快速列車高一個等級。另外，與TJ Liner比較下，快速急行停靠和光市和志木，但通過富士見野。在2023年（令和5年）3月18日時間表修正起，F-liner急行升級為F-liner快速急行。另外，快速急行不再停靠志木站，改為停靠朝霞台站。並且在川越起各站停車。由於較多武藏野線轉乘客乘坐東上本線，因此改停朝霞台站。
在2016年（平成28年）3月26日時間表修正起，新設了從港未來線元町·中華街站，途經東急東橫線、東京地下鐵副都心線，以森林公園站到發的快速急行。上午設有下行3班（當中2班從菊名出發。於副都心線內為急行列車。於東橫線、港未來線內，從元町·中華街出發的1班是特急列車，從菊名出發的2班是急行列車），黃昏設有上行2班（於副都心線內為急行列車，於東橫線、港未來線內為特急列車）。車輛方面，下行1班使用東京地下鐵車輛以外的東急車輛。在2019年3月16日時間表修正中，下行列車的行走區間從森林公園延長至小川町。
後來在2023年3月18日時間表修正起，1班從菊名出發的列車改為於相鐵線海老名出發。（在相鐵線內為特急列車，在東橫線、副都心線內為急行列車）
所有列車以10卡編成行走。並且只於平日開設上行班次（上午和黃昏），星期六及假日開設上下行班次（上行只限早上和黃昏，下行只限早上）。除了星期六及假日黃昏上行直通至副都心線的直通列車外，快速急行列車只會使用東武50090系電動列車，該列車在行走快速急行列車同時，也會同時用作運送TJ Liner，該列車在行走快速急行列車時，座位配置為橫置座椅。而其他快速急行班次則沒有限制使用指定車輛。

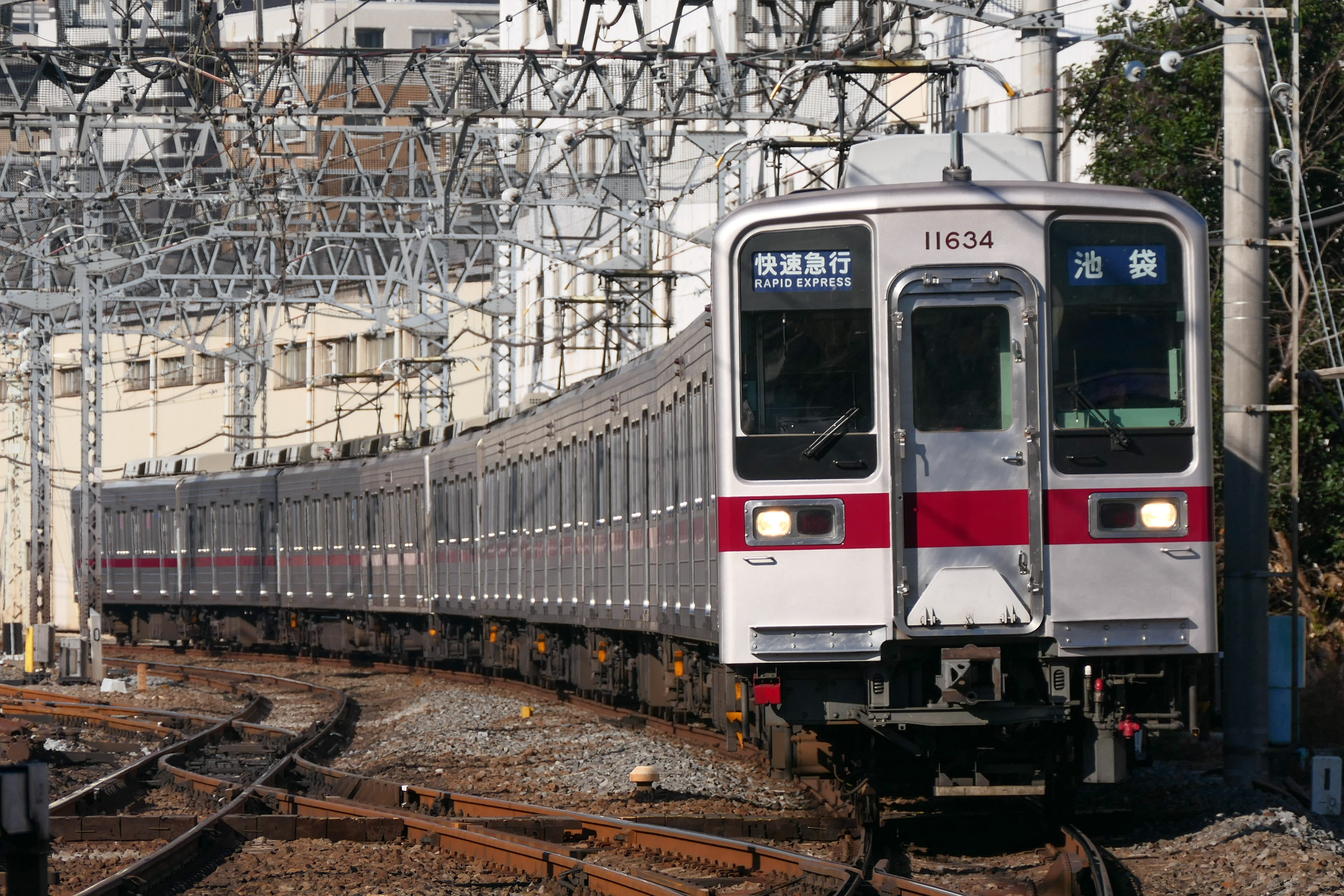
東上本線的快速急行（10030型（日语：東武10000系電車））
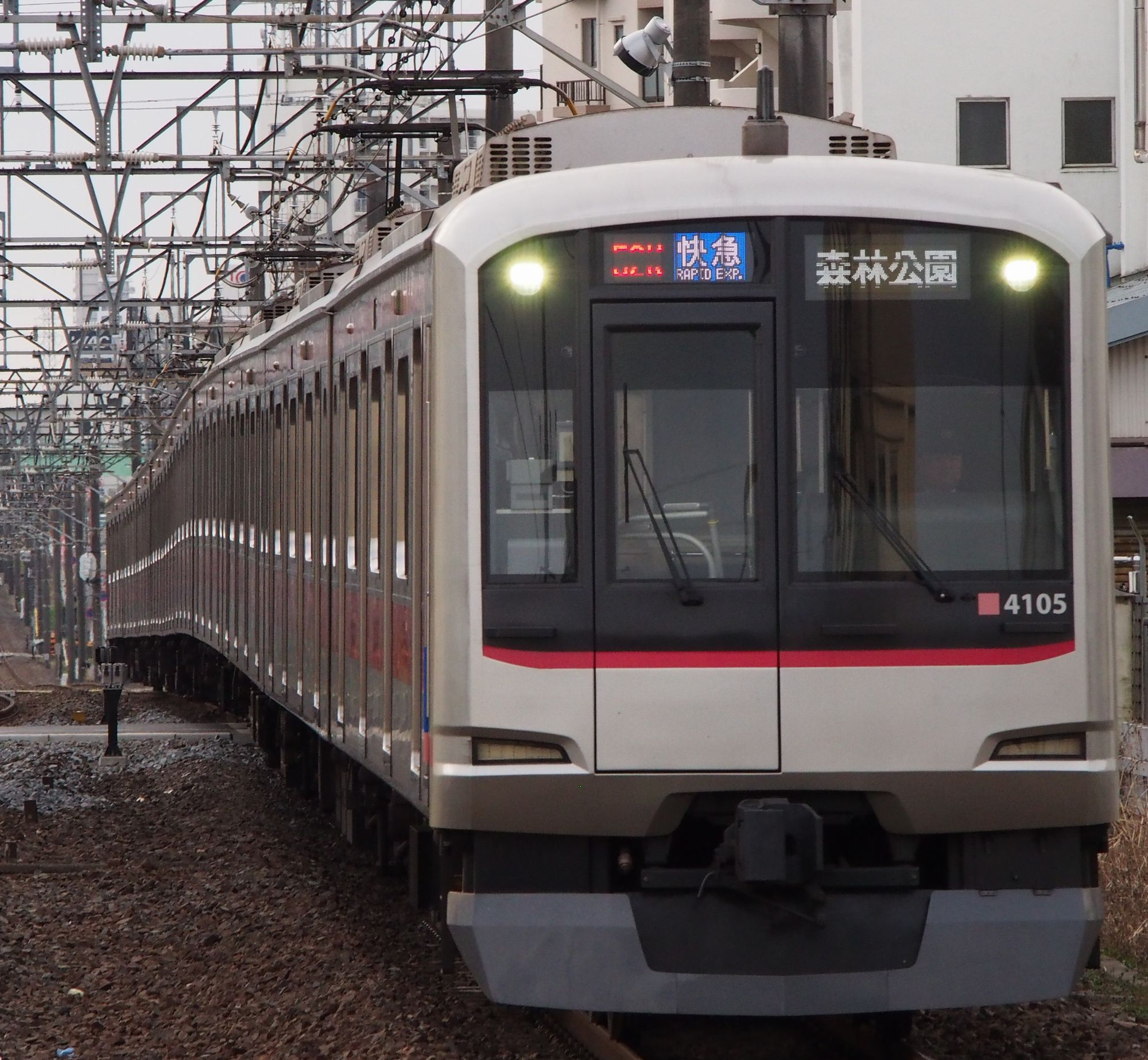
直通至港未來線、東橫線和副都心線的快速急行（東急5050系4000番台）

### 伊勢崎·日光線（東武本線）

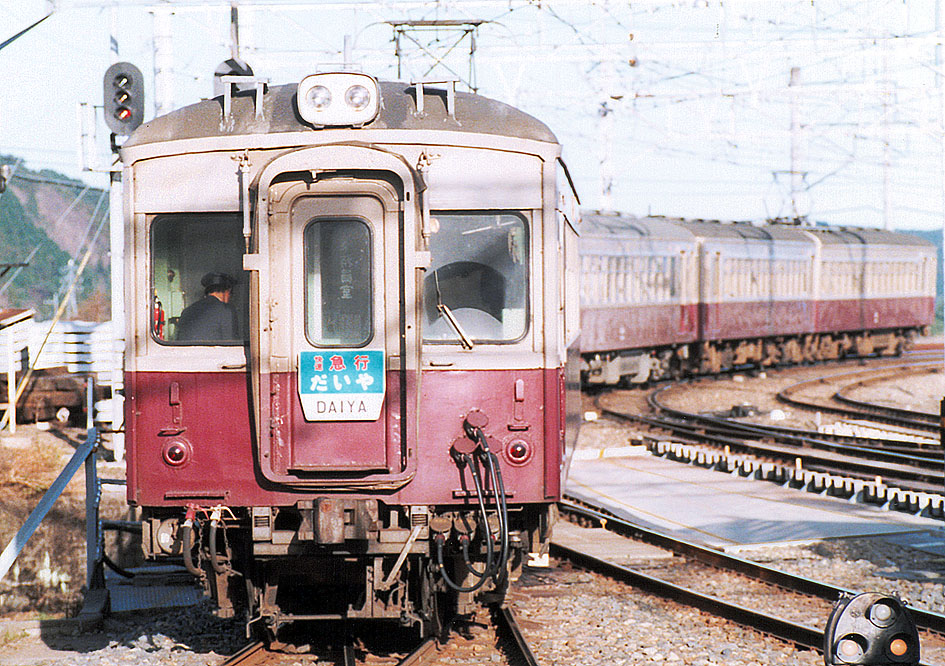
5700系 快速急行 「大谷」

在1976年（昭和51年）至1991年（平成3年）之間，使用了6000系（1976年〈昭和51年〉至 1986年〈昭和61年〉）、6050系（1958年〈昭和60年〉至1991年〈平成3年〉）或5700系（1976年〈昭和51年〉至1988年〈昭和63年〉）（上述列車專行走快速班次）行走快速急行班次「大谷」。「大谷」全車為指定席，乘客乘車時需要另外購入快速急行票才可乘車（在1988年〈昭和63年〉起改為座位指定券）。開設快速急行「大谷」的目的是輔助伊勢崎、日光線系統的特急「華嚴」和「鬼怒」。日間班次的停車站方面，與1997年（平成9年）前的急行相同，另外下行列車加停北千住站。
在開設快速急行前，該列車的類別為急行。但是與同一類別的伊勢崎線急行（當時）「兩毛」作比較，由於「兩毛」的停車站、車輛設備（非空調車廂及包廂座位）均較差，因此開設快速急行這個列車類別。另一方面，一般而言，快速急行的等級應該是高於急行，但是在東武本線中則為相反。在這個情況下，快速急行並不同「快速的急行」，而是「使用指定席列車行走的快速」。
在1991年（平成3年），定期班次改用急行型車輛300系、350系。由於改善了車輛設備，因此列車類別改為急行。而臨時列車方面，300系、350系主要在當年起行走夜行列車「雪人」、「尾瀨夜行」。日間也較少使用300系·350系。而夜行列車中，隨著改用另一款車輛，於2001年（平成13年）升級為急行，於2006年（平成18年）升級為特急。自此「快速急行」於東武本線上消失。

## 小田急電鐵

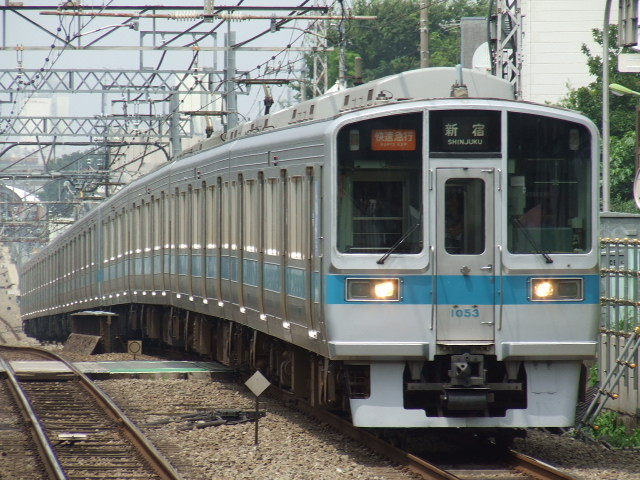
小田急電鉄の快速急行（2007年6月撮影）

小田急電鐵在2004年12月11日起開設「快速急行」班次。
在2018年3月17日時間表修正中，「快速急行」開始駛入多摩線。「快速急行」停車站增加登戶站、栗平站、小田急永山站、小田急多摩中心站和唐木田站。
除了直通至多摩線的「快速急行」外，也設有小田原線行走於新宿至小田原之間的系統，以及直通至江之島線行走於新宿至藤澤之間的系統。在日間，每小時各系統設有3班（新宿至相模大野之間合共提供每小時6班）。在平日早上繁忙時間，上行提供每小時各6班（後者於江之島線內變為急行列車，新宿至相模大野之間合共提供每小時12班）。在平日黃昏繁忙時間方面，下行提供每小時各2班外，還有多摩線直通至小田原線的系統（行走於新宿至唐木田之間），該系統每小時設有2班（新宿至新百合丘之間合共提供每小時6班）。
所有「快速急行」列車以10卡編成行走，在中途站不會進行分離與併合車廂。在車輛故障等阻礙列車服務時，快速急行列車會改於中途站（例如町田和相模大野等）折返。曾經於平日深夜時段，設有2班「快速急行」前往相模大野，該2班列車在2018年3月時間表修正中被取消。
在新宿至相模大野之間的快速急行停車站中，包括代代木上原站、下北澤站、登戶站、新百合丘站和町田站。相比急行，快速急行停靠少3座車站（分別為經堂站、成城學園前站和向丘遊園站）。另外在2018年3月19日起加設通勤急行班次後，通勤急行與快速急行的停車站有著「千鳥停車」的關係：通勤急行通過登戶站，快速急行停靠該站；通勤急行停靠成城學園前站和向丘遊園站，快速急行通過該站。
另外，曾經設有直通至東京地下鐵千代田線的臨時快速急行列車「湘南海洋號」、「丹澤紅葉號」。

### 小田原方向
在行走於新宿至小田原之間的快速急行列車中，於相模大野以西的停車站包括海老名與本厚木至新松田之間沿途各站。在2018年3月16日前，由於月台長度關係，開成至足柄之間各站只有6卡編成的急行（●急行，通稱赤丸急行）（以及各站停車列車）停靠。而所有快速急行以10卡編成行走（以10卡編成行走的急行也是同樣），因此也通過上述各站（這些車站在2018年3月17日起不再成為急行停車站）。後來，隨著開成站月台延長至可容納10卡車廂，因此在2019年3月16日時間表修正起，該站再次變為急行停車站（即該站只有一年是非急行停車站），另外幾乎所有快速急行在新松田至小田原之間均變為急行列車。
另外，在2012年3月17日時間表修正前，平日每小時只有1班快速急行列車，於星期六及假日早上和黃昏只有3班。在同一個時間表修正中，原本於星期六及假日開設，直通至江之島線的特急「江之島」班次，變為日間每小時1班小田原線的快速急行班次。後來在2016年3月26日時間表修正中，日間前往小田原方向的快速急行班次中，增加至每小時3班（每20分鐘一班），當中1班是於新松田到發。
另外在日間，上下行快速急行列車可於新百合丘轉乘行走於新宿（在2018年3月16日前為直通至千代田線直通）至多摩線唐木田之間的急行列車（但是，下行不可以相互轉乘，快速急行列車不可轉乘急行列車）。

### 藤澤方向
在行走於新宿至藤澤之間的快速急行列車中，於相模大野以南（江之島線內）包括中央林間、大和、湘南台和藤澤。通過江之島線兩座急行停靠站南林間和長後。另外，
在2018年3月16日前，由於月台長度關係，本鵠沼和鵠沼海岸兩站只有於星期六及假日行走，並且於片瀨江之島到發的6卡編成急行停靠（以及所有各站停車的班次）。而所有快速急行以10卡編成行走（以10卡編成行走的急行也是同樣），因此也通過上述兩站（這些車站在2018年3月17日起不再成為急行停車站）。在2016年3月26日時間表修正起，日間前往藤澤方向的快速急行班次中，由原本毎小時2班（30分鐘一班）加密至每小時3班（每20分鐘一班），使這些班次加上小田原線系統的班次，在兩系統於新宿至相模大野之間合共提供毎小時6班（約10分鐘一班）快速急行列車。在該修正中，所有直通至江之島線的列車均前往藤澤。
在2018年3月16日前，日間上下行快速急行列車可於代代木上原轉乘直通至千代田線的急行列車，於相模大野轉乘於新宿到發，前往小田原方向的急行列車（但是，於代代木上原的轉乘方面，不可以相互轉乘，下行急行列車不可轉乘快速急行列車，上行快速急行列車不可轉乘急行列車）。在2018年3月17日至2022年3月11日之間，前者班次改為於新宿站到發，因此不可以在代代木上原轉乘急行列車，後者上行班次的轉乘站變為新百合丘（下行班次繼續於相模大野轉乘）。
在2022年3月12日時間表修正前，假日較多快速急行列車駛入至片瀨江之島站。

### 唐木田方向
在2018年3月17日起，平日早上和黃昏的下行，星期六早上上下行和晚上下行均開設快速急行班次。在多摩線內，快速急行的停車站與急行相同。另外，雖然日間沒有快速急行班次，但是上節提及，可於多摩線中乘坐急行列車，隨後在新百合丘轉乘快速急行列車。

## 富山地方鐵道
富山地方鐵道立山線在1997年起開設快速急行列車。當時只有平日早上下行1班從電鐵富山站前往立山站。與本線急行的差異在於電鐵富山至寺田之間也是快速行走。這是中小私鐵中唯一設有快速急行的鐵路公司。
停車站如下：
- 電鐵富山、寺田、五百石、岩峅寺、千垣、有峰口、本宮和立山

由於自動方向幕中沒有「快速急行」這個類別牌，因此會在車頭放上印有「快速急行」的紙牌（根據不同車輛，有可能會掛上「快速急行」頭牌）。而列車類別幕中會展示「急行」。在一人控制列車時，車內廣播會設有「快速急行」專用廣播。而平日早上會設有車掌乘務。
曾經在本線宇奈月溫泉站至電鐵富山站之間也設有快速急行列車，當時只有上行1班。後來在2018年3月時間表修正中變為急行後被廢除。停車站如下：
- 宇奈月溫泉至西魚津之間各站、滑川、中滑川、中加積、上市、寺田、稻荷町和電鐵富山

## 名古屋鐵道
名古屋鐵道在1995年至2003年之間開設快速急行班次。在2005年起繼續開設快速急行。在1995年前，曾經設有列車使用「快速急行」這個名稱。

### 1995年前的快速急行
在1983年，當時由於日本福祉大學美濱校園開幕，為了運送學生，因此開設了來往內海的急行列車，該列車的名稱為「快速急行」。該列車在神宮前站以南較多特別通過安排。由於比通常的急行列車較少停車站，為了防止乘客誤乘，因此加上了列車愛稱。
- 停車站（神宮前至內海之間）
  - 神宮前站 - 太田川站 - 知多半田站 - 知多武豐站 - 富貴站 - 上野間站 - 知多奧田站 - 野間站 - 內海站

在1988年起，列車類別升級為「高速」，使「快速急行」被消滅。
另外，在1993年7月29日曾經設有前往三河線豐田市的臨時急行列車使用「快速急行」這個名稱。

### 快速急行（第一代）
在1995年4月5日時間表修正中，把全車一般席的特急改名為快速急行。後來，列車原本行走於金山站至新一宮站（現時：名鐵一宮站）之間，改為延長至常滑線內，並於常滑線內變為普通列車（新一宮站至金山站之間：快速急行，金山站以南：普通）。但是，該快速急行在每一次的時間表修正中均減少班次數目。在2003年3月27日時間表修正中，與部分特別車特急整合而消滅。
當時，快速急行的停車站是包括特急停車站（包含當時特別停車的國府宮站和新安城站）加鳴海站。在整合至特急後沒有改變停車站，鳴海站則變為特別停車。後來隨著該快速急行有部分時候延長至豊橋站，當延長運輸時，也會於國府站特別停車。
另外，於正月在豐川線折返的列車也會使用「快速急行」這個名稱。當使用7000系電動列車行走豐川線加班「快速急行」列車時，車頭的列車類別幕會顯示白幕，並且展示特別的目的地與列車類別牌「快速急行 豐川稻荷」。

### 快速急行（第二代）
在2005年1月29日，隨著機場線開業而實施時間表修正。把當日前急行標準停車站與特別停車站進行重組後，再次開設快速急行列車。雖然快速急行列車等級與第一代相同（在急行以上，特急之下），但是第一代快速急行使用特急型車輛，現時第二代快速急行是使用急行型車輛，性質相異。另外，只有在名古屋本線和常滑線中，快速急行與急行之間的標準停車駅有所相異。以下將會記述於不同名古屋鐵道路線上行走的快速急行列車。

#### 名古屋本線、豐川線

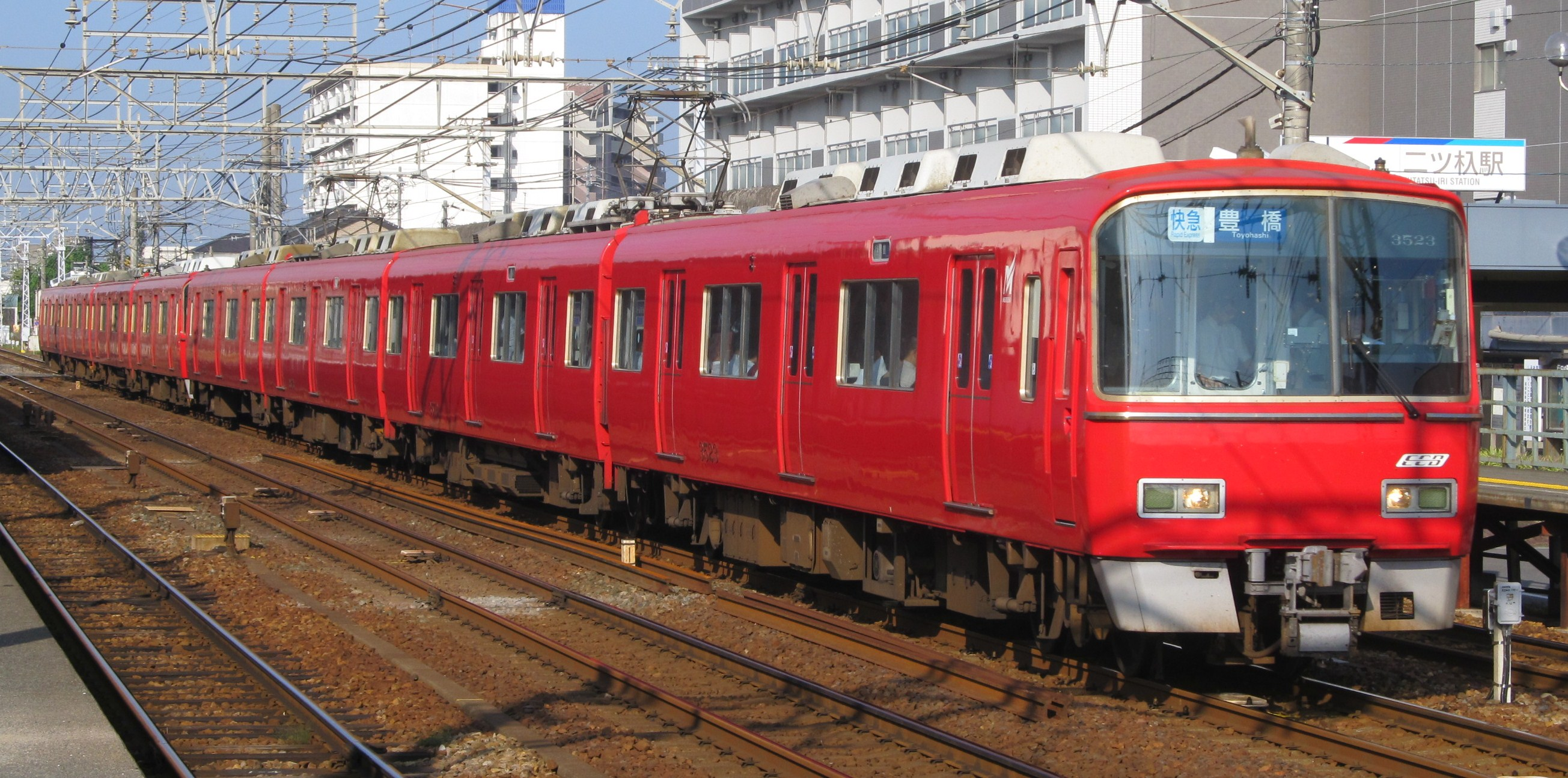
現時，名古屋本線的快速急行只行走於名鐵岐阜至神宮前之間（二杁站，2014年9月拍攝）。這些列車在本線以東區間的列車類別會改為急行或以下列車類別（這些列車會在名鐵名古屋站改變類別）。

在2005年1月29日時間表修正起全日開設「快速急行」班次。把修正前只停靠急行標準停車站的急行列車變為「快速急行」。停靠急行標準停車站、榮生和大里（上述兩站為特別停車站）的列車繼續為「急行」列車（同日起，榮生和大里當日起升級為急行標準停車站）。另外在豐川線內，急行與快速急行的停車站相同。在修正前，本線系統（豐橋至岐阜之間）和豐川線直通系統（豐川稻荷至岐阜之間）各有每小時2班急行列車，當中本線系統升級為快速急行。但是，日間下行班次（岐阜方向）方面，豐川線直通系統會為快速急行班次，本線系統則為急行班次。
上述提及，於名古屋本線上行走的快速急行是原本急行列車不停靠任何特別停車站（只停靠標準停車站）。而在本線東部區間（豐橋至神宮前之間），急行與快速急行的標準停車站是相同的。另外，在早上繁忙時間，一些快速急行班次也會設有特別停車站，又或改變列車類別的情況。
在時間表修正起。快速急行區間縮短為名古屋本線神宮前站至岐阜站之間。並且只有上行班次（豐橋、中部國際機場方向）。在日間時段後的快速急行列車變為急行列車，因此只有早上數班列車（在2011年3月26日修正中增加數班）。

#### 西尾線、津島線、尾西線

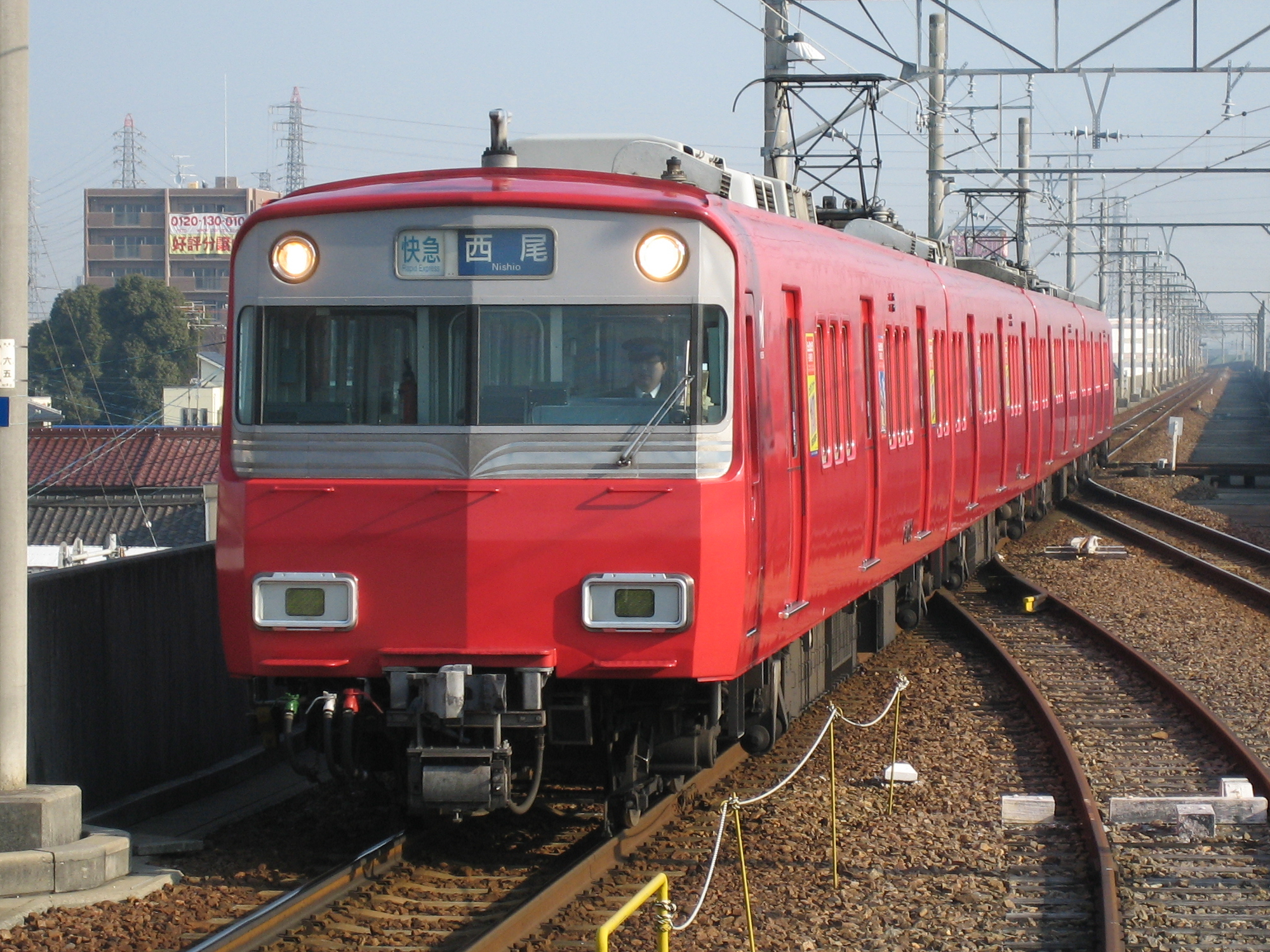
西尾線的快速急行（西尾站，2006年3月拍攝）。該列車在2008年6月修正時延長至吉良吉田。同年12月修正降級為急行。

在2005年1月29日時間表修正中，原本每小時1班的急行列車升級為快速急行列車，這些列車行走於佐屋至西尾之間。但是，上行列車（名鐵名古屋、西尾方向）在津島線和尾西線內為快速急行，下行列車（佐屋方向）於上述路線中為普通列車。在津島線、尾西線和西尾線內，急行與快速急行的停車站相同。而當快速急行直通至名古屋本線時會通過榮生站（在修正前，急行列車會特別停靠榮生站）。在同一區間中，設有每小時1班的全車特別車特急，使特急與快速急行合共提供約每30分鐘一班的優等列車班次。
在2008年6月29日修正中，上述的特急被廢除。另外，由於蒲郡線的一人控制區間縮小為吉良吉田至蒲郡之間，因此快速急行的運輸區間延長至吉良吉田（部分除外），並且增至每小時2班。另外，同日西尾線南櫻井站啟用，該站為準急標準停車站。在早上和黃昏以後的快速急行班次中，於西尾線內會改變為準急，因此也會停靠該站。在2008年12月27日修正中，快速急行降級為急行，直至現時。
另外，在2008年12月27日修正至2011年3月26日修正期間，平日早上繁忙時間。設有1班從津島線、尾西線前往國府的列車，在津島線、尾西線內為普通列車，在須口站至名鐵名古屋站之間變為快速急行列車，在名鐵名古屋起為急行列車。另外也設有1班從名鐵岐阜站前往吉良吉田站的列車，在名鐵名古屋站前為快速急行，在名鐵名古屋站起為急行，在西尾線內為準急。

#### 常滑線、機場線、河和線、知多新線

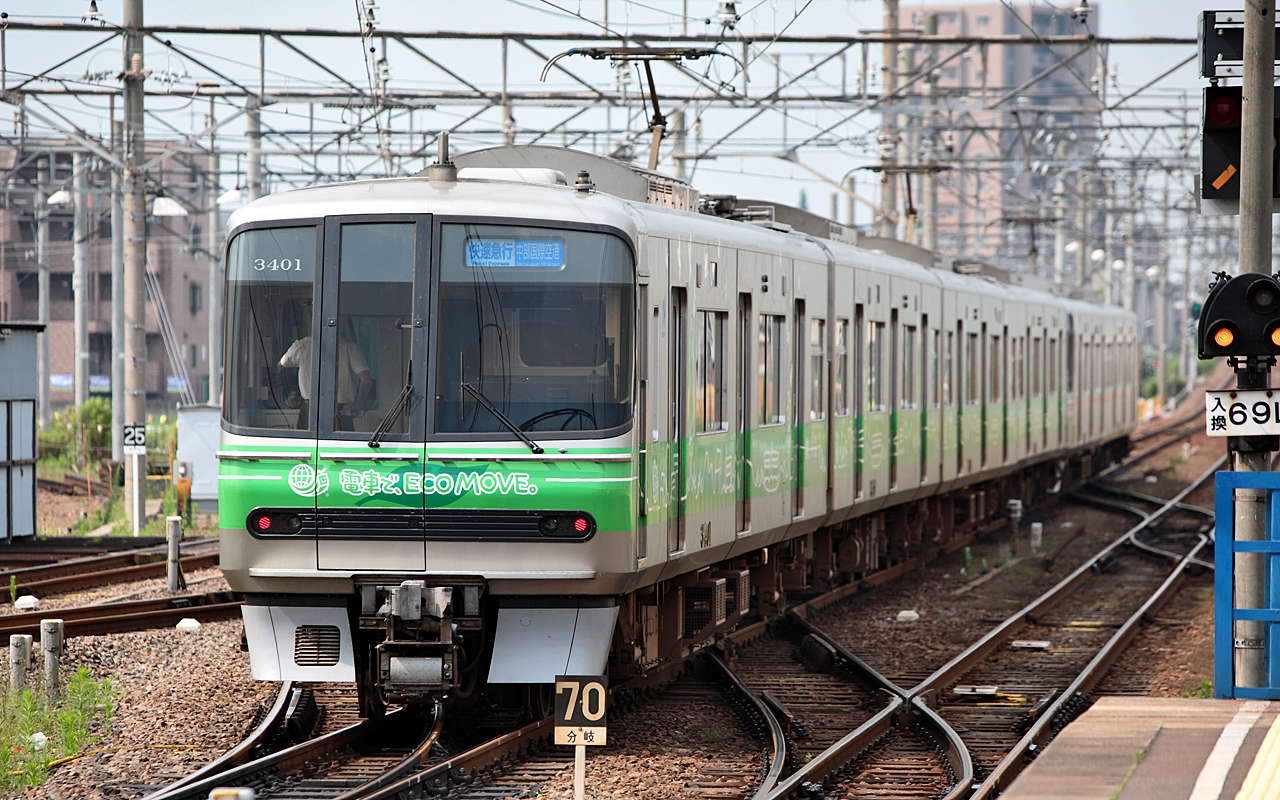
急行的衍生類別快速急行（太田川站，2008年7月拍攝）。在2008年12月修正起，前往中部國際機場的快速急行的停車站與特急相同。

常滑線在2005年1月29日時間表修正起加設「快速急行」班次。快速急行的停車站是與急行相同，但通過所有特別停車站和大江站。停靠上述車站的列車會繼續為「急行」列車。機場線、河和線和知多新線，三線的快速急行與急行相同。班次數目方面，只有早上繁忙時間數班。河和線和知多新線沿襲了當時設立的快速急行的形式，並沿用至今。
另一方面，常滑線和空港線在2008年12月27日修正中，把全車一般車的特急列車改為快速急行。停車站與特急相同。這個變更與1995年登場的第一代快速急行相似。在2011年3月26日修正中，深夜班次再次把快速急行改回全車一般車的特急列車。另外在早上繁忙時間中，為了填補被削減的班次，以及補助前往中部國際機場的部分特別車特急列車，因此增加了快速急行班次。

#### 犬山線、各務原線、廣見線
犬山線在2005年1月29日時間表修正起加設「快速急行」班次。快速急行的停車站是與急行相同，但通過所有特別停車站和榮生站。停靠上述車站的列車會繼續為「急行」列車。另一方面，原本為急行特別停車站的扶桑站，當日起降級為準急標準停車站，但是同時為快速急行特別停車站（只限名鐵名古屋方向）。班次方面，只有早上數班，犬山方向只有1班（使用6000系列），名古屋方向只有4班（3300、3500、3700系電動列車），各班次在犬山站（上行2班為新鵜沼站）以南以8卡編成行走。另外，在各務原線和廣見線內也設有快速急行班次，但是實際上於上述線中沒有快速急行列車，而停車站方面，快速急行與急行也相同。
在2008年12月27日時間表修正起，扶桑站變為快速急行停車站，但只限上行（名鐵名古屋方向）。平日早上繁忙時間設有上行4班，這些班次在名鐵名古屋站改變列車類別。在2011年3月26日時間表修正起減少至2班，當中1班是從各務原線名鐵岐阜出發，於各務原線內為快速急行列車（這是各務原線內首架快速急行列車。另外，在2023年3月18日時間表修正起，各務原線內只有普通列車，快速急行列車被消滅）。另外，使用車輛為2抽5000系電動列車，以8卡編成行走（犬山站以南也是同樣）。

## 近畿日本鐵道

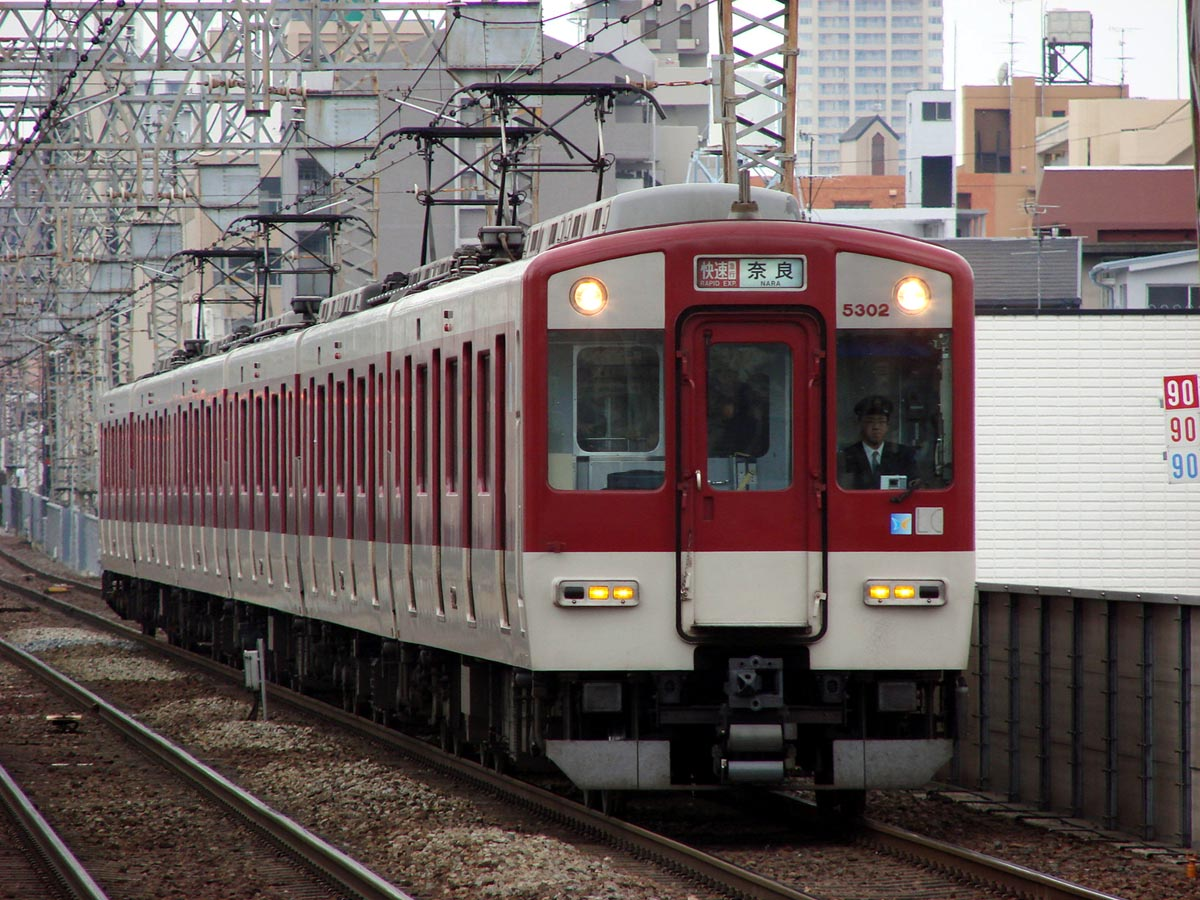
前往奈良的快速急行列車。圖中是在鶴橋至今里至布施之間的四線區間。

近畿日本鐵道在難波線、奈良線、大阪線、山田線和鳥羽線中設有定期快速急行列車班次。在南大阪線和吉野線中設有臨時快速急行班次。另外曾經在京都線上設有快速急行班次。在近鐵，「快速急行」的英文為“RAPID EXP.”。通過識別燈為左右兩方燈發亮。

### 奈良線

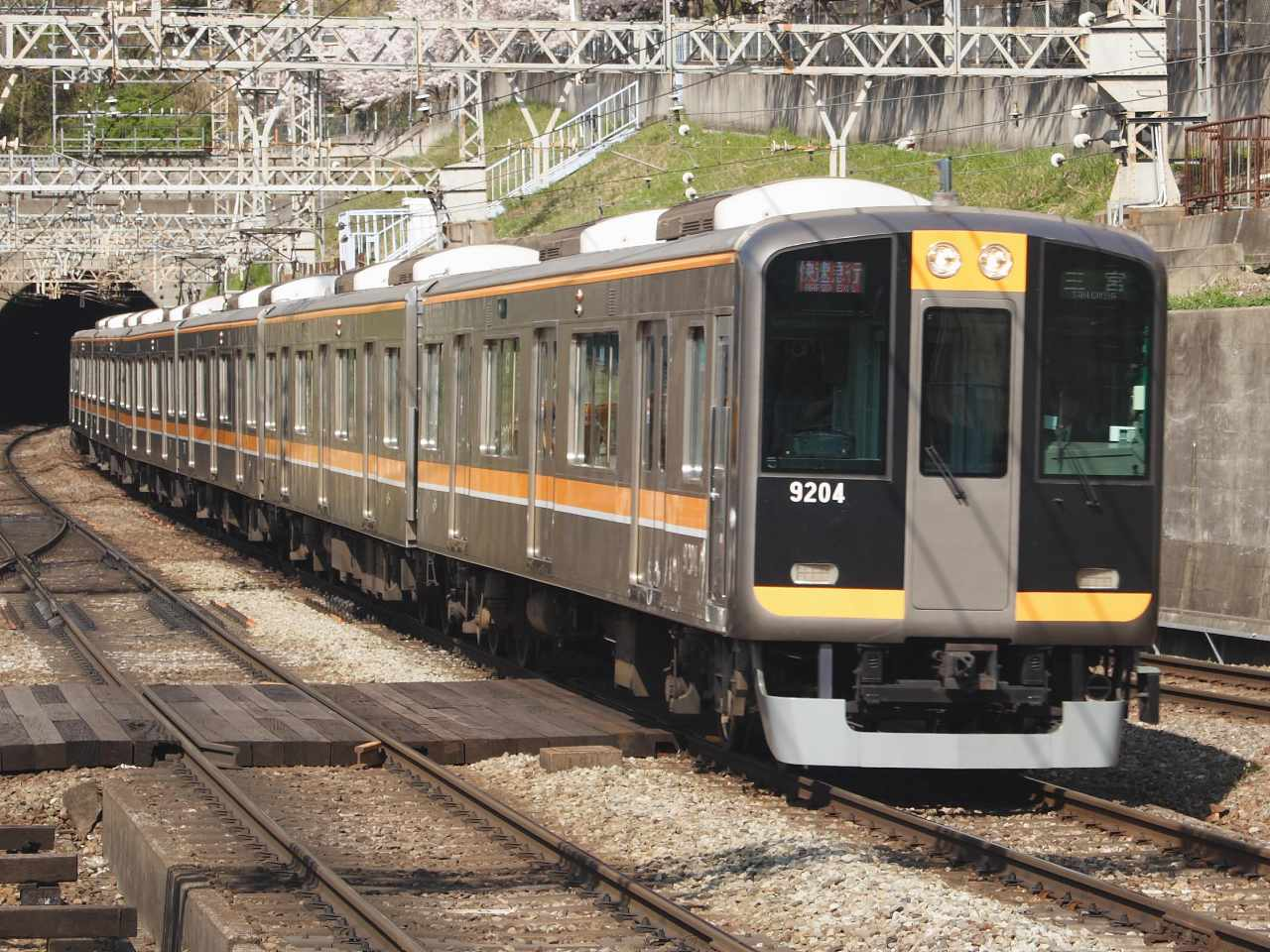
阪神車輛（阪神9000系電動列車）行走快速急行（石切站）

行走於大阪難波站至近鐵奈良站之間，途經難波線與奈良線的快速急行幾乎全日行走。成為該區間的主力列車。同時在一般車輛中最高級別的列車類別。
奈良線的快速急行前身是在1956年開始行走的特急（不需特急費用），當時行走於上本町（現時：大阪上本町）至近畿日本奈良（現時：近鐵奈良）之間，中途只停靠鶴橋和西大寺。由於此（不需特急費用）特急會與其他路線上行走的收費特急造成混淆，因此在1972年，把奈良線的特急變為快速急行。同時加停生駒站和學園前站。另外在翌年起於同區間開設新的收費特急。快速急行在1980年起，於平日早上以10卡編成行走。現時早晩的班次以10卡編成行走。在2000年3月15日起，快速急行加停新大宮站。截至2022年，於近鐵線內的停車站包括近鐵日本橋站、大阪上本町站、鶴橋站、生駒站、學園前站、大和西大寺站和新大宮站。平日早上設有列車臨時停靠菖蒲池站。
在2009年3月20日，隨著阪神難波線開業。快速急行開始直通運輸至阪神三宮站（現時：神戶三宮站），變為行走於近鐵奈良站至阪神三宮站之間。同時為唯一列車類別行走只行走該區間。除了一部列車於大阪難波站到發，以及早上與晚上後於尼崎站到發外，其他班次均於神戶三宮站到發。直通至阪神線的快速急行班次中，早晩列車多數以8卡或10卡編成行走。由於需要配合阪神一方的車站與月台設備。快速急行列車會在尼崎站分離與連結車廂，使在阪神本線內（尼崎以西）以6卡編成行走。後來，在阪神本線內快速急行停車站（蘆屋站除外）各站月台均進行延長工程，使這些月台可容納近鐵車輛8卡編成列車。在2020年3月14日時間表修正起，於星期六及假日，原本以6卡編成行走的快速急行列車均改為8卡編成行走。
在現時的時間表中，上下行準急與區間準急中，8成班次會在石切、布施（部分在東花園）被快速急行追越。其他班次也會在布施、八戶之里、東花園、瓢簞山、石切與東生駒被快速急行追越。使快速急行成為了連接奈良縣內（生駒、奈良市內）各站與大阪市內之間的快捷列車服務。另外，曾經快速急行全日行走，並於日間時段與急行交替開出班次。後來，在黃昏起部分快速急行班次變為急行班次。相比從前，快速急行的班次減少了。
在每月26日為天理教的祭典日，當日會把前往大阪難波的快速急行，於大阪難波折返時行走的回廠列車變為載客列車。該載客列車為臨時急行列車，從大阪難波站出發前往天理。在平日時間表中，早上1班從神戶三宮站出發前往大和西大寺的班次延長至天理（在大和西大寺前為快速急行列車，在大和西大寺起為臨時急行列車）。這個班次在2021年7月時間表修正後定期化。另外，在通常時間表中，快速急行不會待避或等待其他列車通過，但是當快速急行列車到達大阪難波站後折返回廠時，有機會在布施站等車站進行待避。
車輛方面，由於大部分快速急行列車會直通至阪神電鐵線內，因此這些班次只使用已進行互相直通運輸對應工程的21系列、L/C車或搭配VVVF變頻控制車輛。而只於近鐵線內行走的快速急行列車（只限大阪難波站到發列車）方面，可以使用其他一般車輛。

### 大阪線、山田線、鳥羽線
在大阪線、山田線與鳥羽線的快速急行列車中，主要行走於大阪上本町站至名張站/青山町站/松阪站（只限下行）/宇治山田站（只限平日下行）/五十鈴川站（只限星期六及假日下行）/鳥羽站（只限黃昏下行）之間。當中最長的行走區間為大阪上本町站至鳥羽站之間，運輸距離達150.4公里，成為近鐵線內，不需要額外費用的列車班次。
停車站包括大阪上本町站、鶴橋站、五位堂站、大和高田站、大和八木站、櫻井站、榛原站、室生口大野站、赤目口站至青山町站沿途各站、榊原溫泉口站、伊勢中川站、松阪站、伊勢市站至鳥羽站沿途各站。
行走時段只限早晩。編成數方面，基本以6卡編成，青山町站以西的區間最多以10卡編成行走。在大阪府大阪市鶴橋站至奈良縣香芝市五位堂之間距離26公里，快速急行並沒有停靠任何中途站。成為了在通勤時段中，連接大阪市內與奈良縣內（中和地區、宇陀市）、三重縣內（名張市、伊賀市）之間的快捷列車服務。但是，由於布施站的車站構造問題（通過線沒有月台，不能進行緩急接續），以及部分急行停車站（河内國分站、大和朝倉站、長谷寺站與三本松站）月台只可容納6卡車廂。因此在繁忙時間以6卡編成行走急行會發生運輸能力不足的問題（不會進行選擇性車門操作）。另外，松阪站以東到發的部分班次可於伊勢中川站轉乘名古屋方向的急行列車。於名張站、青山町站到發的部分列車可於名張站、青山町站轉乘伊勢中川方向的普通列車。
快速急行列車在布施站3層化改裝工程完成的1978年3月進行時間表修正中誕生。當時把原來的急行改名為快速急行（在2001年3月加停五位堂站，在2003年3月加停美旗站，從前是通過上述兩站。另外在1987年9月前，區間快速急行與急行也通過五位堂站）。另外，區間快速急行改名為「區間急行」。在這個基礎上，開設急行列車（只於日間時段），取代了原來的急行與區間急行，該急行列車停靠布施站及榛原至榊原溫泉口沿途各站。在該時間表修正時，奈良線急行列車加停布施站，方便了乘客於布施站轉乘大阪線與奈良線。在這個時間表修正後，形成了現時的時間表雛形。在2012年3月20日白紙時間表修正前，快速急行通過室生口大野站和赤目口站，停靠伊賀上津站、西青山站和東青山站。
大阪線的快速急行不會像上節奈良線的快速急行一樣駛入難波線。在阪神難波線開通後，不會與阪神電鐵相相直通運輸。
在2016年時間表修正前，設有大和八木站到發的班次。在2003年時間表修正前，與2012年度時間表修正中，設有伊勢中川站到始發的列車。在2020年時間表修正前，設有鳥羽站到發的列車。
從前，大阪線與山田線中設有區間快速急行班次，快速急行與區間快速急行的停車站幾乎相同，只是區間快速急行加停室生口大野站與赤目口站兩站，而區間快速急行班次比快速急行多。方向幕與列車資訊中會以簡稱區間快速標示。近鐵把區間快速急行的英文定為 "SUB. RAPID EXP." （"Suburban Rapid Express" 的簡稱）。在該列車類別廢除前，運輸區間為大阪上本町站至大和八木站（下行最後1班）/名張站（上行最後1班）/青山町站/伊勢中川站（上行1班）/松阪站之間（跨年通宵行走時會延長至五十鈴川站）。在2012年3月20日時間表修正中，區間快速急行併入至快速急行而被廢除。
在廢除區間快速急行前的停車站，包括：大阪上本町站、鶴橋站、五位堂站、大和高田站、大和八木站、櫻井站、榛原站、室生口大野站、赤目口站至榊原溫泉口站沿途各站、伊勢中川站和松阪站。
在車輛方面，快速急行與已廢除的區間快速急行一樣，由於列車行走距離較長（超過100公里），因此原則上使用5200系與L/C車等，設有橫置座位的車輛（這些車輛中會設有廁所）。但是也會使用配有長椅的車輛，而那些車輛也會設有廁所（例如2610系與1200系等）。增結編成的車輛則沒有限制車種 。

### 南大阪線、吉野線
在南大阪線與吉野線中，於春季旅遊旺季期間會開設臨時快速急行列車「櫻花號」。但是，也會有部分時候沒有加設愛稱。
在2012年3月白紙時間表修正中，部分特急開始停靠古市站。使快速急行的停車站與停靠古市的特急停車站相同。另外由於吉野線為單線，因此列車會有機會在橿原神宮前站停靠10分鐘或以上，以便待避特急班次。使快速急行的行車時間比低一級的急行長。
在過去，於秋季旅遊旺季與藤井寺球場舉行棒球比賽日期間，開設「牡丹號」、「あすか・みよしの号」、「採梨號」（從「20世紀號」改名）與「水牛號」等快速急行列車。在採梨季節，列車會加停大阿太站；在舉行棒球比賽日當天，列車會加停藤井寺站。
在1970年代前曾經設有「快速」這個列車類別（在近鐵，快速的列車類別以急行高）。後來隨著奈良線加設快速急行班次，快速也改名為快速急行。

### 京都線
在京都線中，隨著於1988年舉行奈良·絲綢之路博覽會之際，開設了臨時行走的快速急行列車。當時在星期六及假日日間時段，每小時開出1班快速急行列車（當時的停車站為竹田站、近鐵丹波橋站和大和西大寺站）。定期列車方面，在1998年3月17日至2003年3月6日之間曾經設有快速急行列車，行走於京都站至近鐵奈良站之間。定期列車時代的停車站包括竹田站、近鐵丹波橋站、大和西大寺站與新大宮站（2000年修正起）。停車站與同一區間的急行少。與特急停車站比較，只是多了竹田站和新大宮站。
在新設定期列車時，只於星期六及假日設有上午2班和下午2班共4班快速急行。當時，急行列車會在高之原站待避快速急行列車。在2000年起，日間所有行走於京都與奈良之間的急行列車均升級為快速急行列車。而快速急行通過且急行停車站的乘客可以改乘同年起新設，直通至京都市營地下鐵烏丸線（國際會館站到發）的急行列車（於竹田站轉乘）。後來，由於對急行停車站乘客造成一些不便，特別是下行班次中，會有乘客原本乘坐急行，卻誤乘快速急行的情況，而上行班次中，除了竹田至京都之間較多乘客使用外，其餘區間較少乘客使用。以上種種原因使京都線快速急行在2003年3月6日整合至急行而廢除。

## 南海電氣鐵道
高野線在1958年～1968年之間曾經設有快速急行列車（相當於現時的急行列車)。當時的停車站包括新今宮站、堺東站、北野田站和河內長野站以南各站（新今宮站在1966年啟用時已經停靠）。當時的急行停車站中，除了上述快速急行停車站外，還加停住吉東站、三國丘站和初芝站。
後來在2003年5月31日再次開設快速急行列車。當時只於日間時段開設，把行走於難波站至極樂橋站之間的部分急行班次升級為快速急行，升級至快速急行後，通過千早口站、天見站和紀見峠站。在2008年11月1日時間表從修正中，於平日黃昏繁忙時間加設快速急行班次，從難波出發前往橋本。而極樂橋到發的列車會使用2門車Zoom車。在平日黃昏繁忙時間的列車（難波前往橋本）會使用20米級4門車。在極樂橋站的燈籠式資訊燈牌中，設有「快急」的燈牌，在安裝了該燈牌後30多年，終於會亮起「快急」。現時，快速急行的停車站包括難波站、新今宮站、天下茶屋站、堺東站、北野田站、金剛站、河內長野站、三日市町站、美加之台站、林間田園都市站至極楽橋站沿途各站。
當列車服務受阻等情況，使需要使用20米4門車代行時，快速急行只會行走於難波站至橋本站之間，其餘區間暫停服務。

## 京阪電氣鐵道

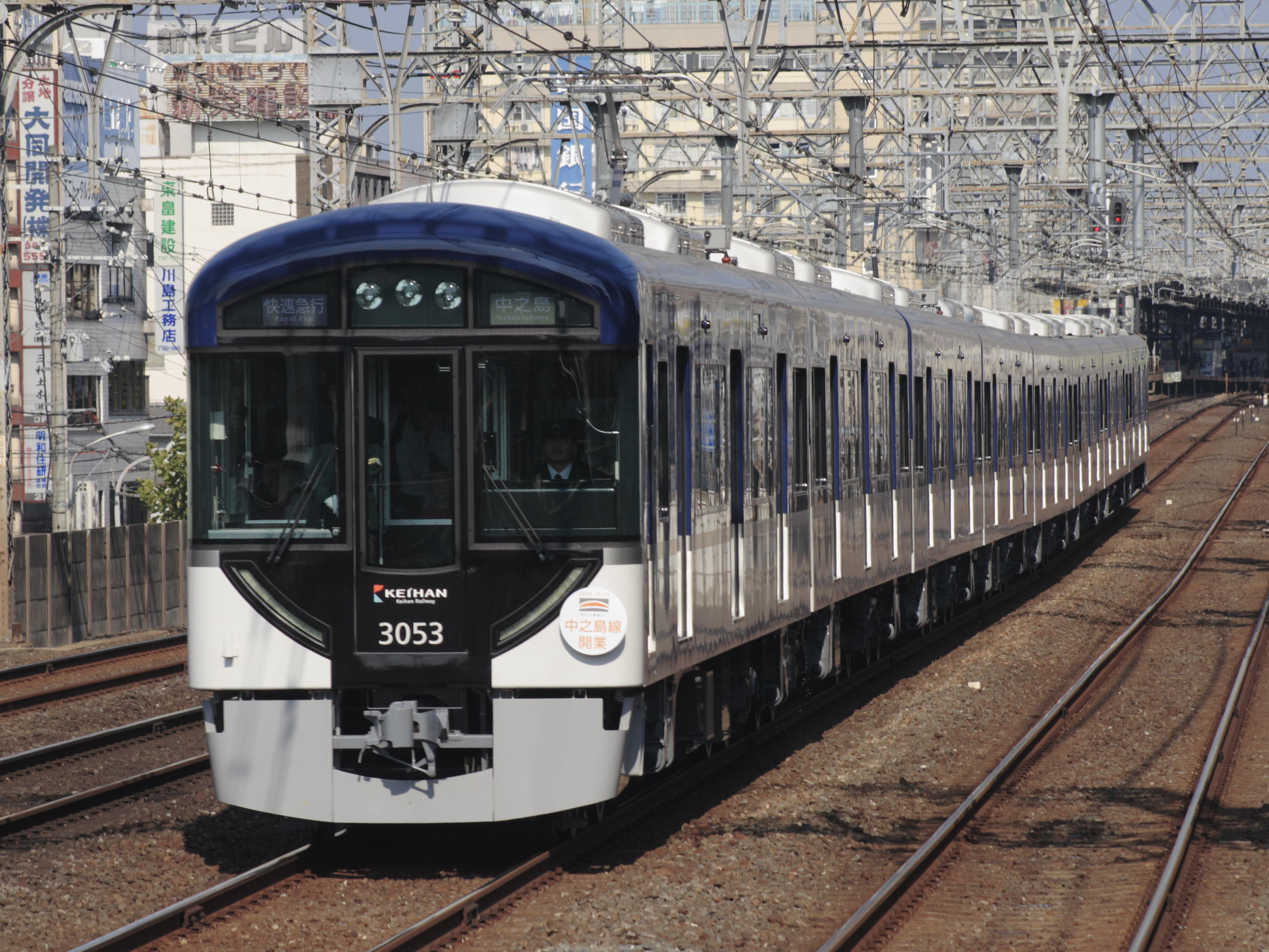
京阪的快速急行（2008年10月撮影）

京阪電氣鐵道在2008年10月19日中之島線開通時開設快速急行班次，除了在中之島線上行走，還會直通至京阪本線和鴨東線。另外，深夜也有設有快速急行列車直通至交野線。此外，隨著京阪開設快速急行班次，使關西五大大手私鐵均設有快速急行。

## 阪神電氣鉄道

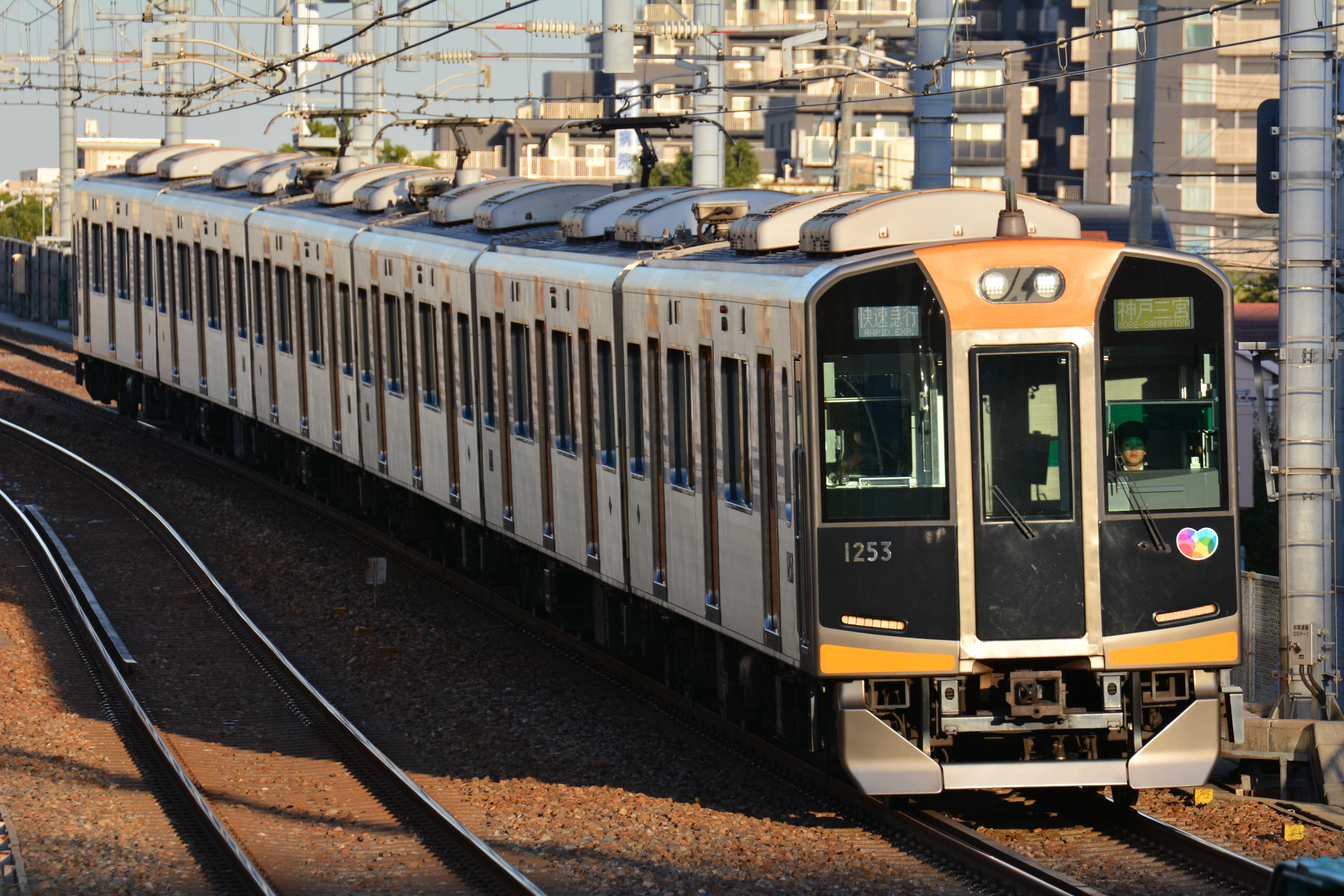
在阪神本線上行走的1000系快速急行（2019年11月撮影）

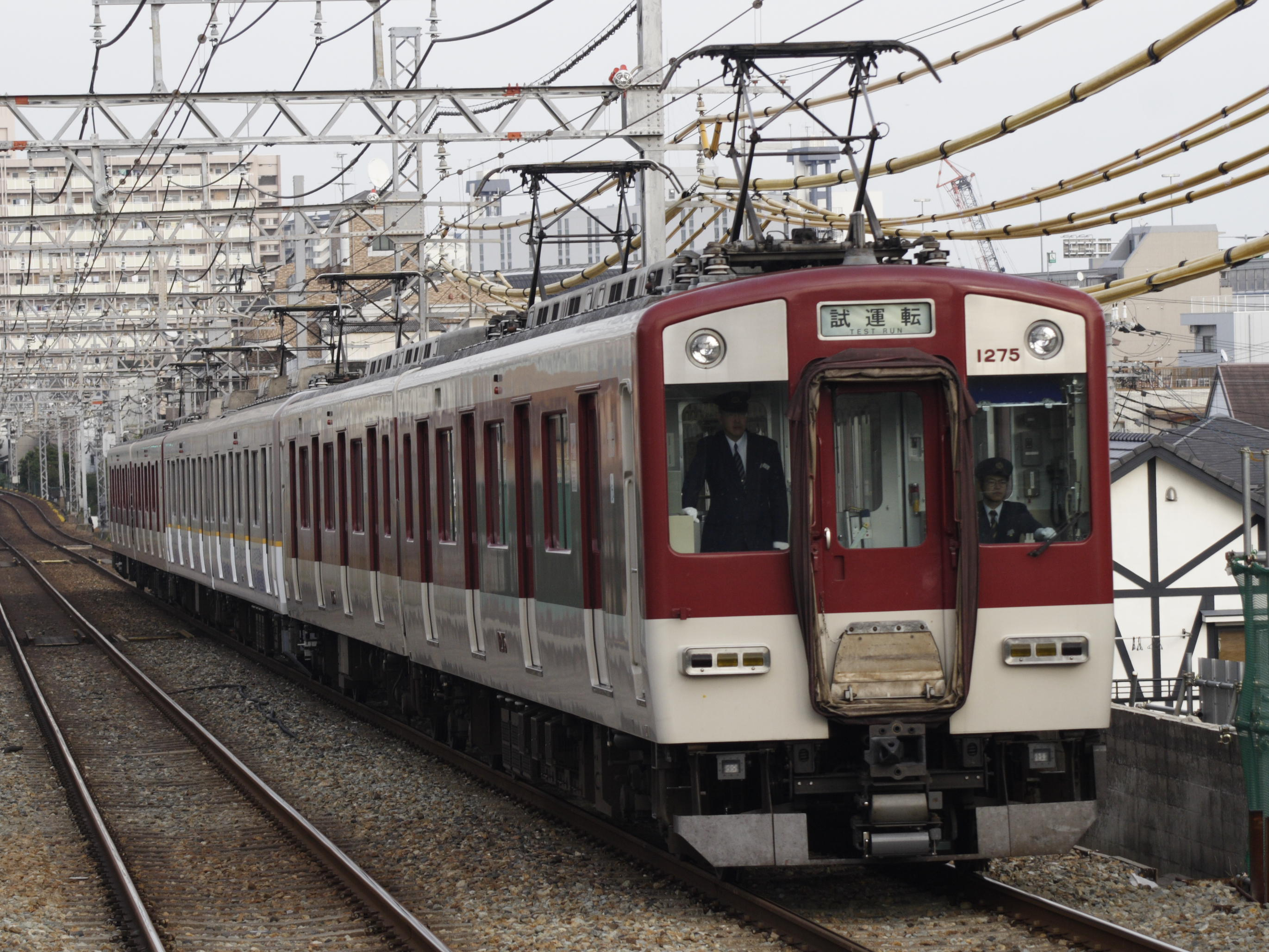
在阪神難波線上行走快速急行，當中使用近鐵車輛。

在阪神電氣鐵道本線、神戶高速線和阪神難波線中均設有快速急行列車。以英文標記為“RPD. EXP.”。

### 本線、神戶高速線
阪神本線在1983年(昭和58年)開始設有快速急行班次。當初是把星期六及假日日間，把西宮到發的急行延長時升級為快速急行。當時阪神的快速急行與其他鐵路公司的快速急行有一大分別。其他鐵路公司快速急行的地位是介乎特急與急行之間，而阪神本線是與特急相同甚至更高等級（視乎不同區間），兩者之間有着「千鳥停車」的關係。在開設快速急行當初，在梅田至西宮之間的停車站與急行相同（野田、尼崎和甲子園），在西宮至三宮之間中途不停站（但是大阪方向會停靠青木站）。在班次方面，快速急行每12分鐘一班。連同特急班次，在阪神本線中提供每6分鐘一班的優等列車班次。而開始運行當初，由於前往大阪方向的快速急行班次會在青木進行待避（等候下一班特急通過），因此真正提供6分鐘一班的情況只限於神戶方向。
後來平日也開設快速急行班次。另外不再於青木站待避特急，使快速急行也成為了阪神本線的主要優等列車類別。在西宮至三宮之間，由於完全不停站，成為比特急較高級的優等列車。當中後來為了方便乘客轉乘六甲Liner而加停魚崎站。在2009年3月20日阪神難波線延長至大阪難波前，西宮至三宮（現時：神戶三宮）之間，仍然比特急停靠少一個車站。
隨著山陽電氣鐵道開設直通特急而實施時間表修正，直通特急與特急加密至日間每10分鐘一班，使快速急行變為只於平日黃昏提供服務，並只行走於梅田至三宮（現時：神戶三宮）之間。同時快速急行再次通過魚崎，再次停靠青木。為了上行班次可轉乘普通列車，加上方便乘客前往HAT神戶，因此加停岩屋站。特別是上行班次，當時由於三宮（現時：神戶三宮）的快速急行與普通列車的出發月台相異，使梅田方向的阪神普通列車到達時，前一班的快速急行已經剛剛出發，不方便乘客轉乘列車。因此在岩屋站的快速急行使用率較高。
西大阪線（現時：阪神難波線）自1974年廢除西大阪線特急後，長久以來該線內只有普通列車行走。在2009年3月20日阪神難波線開通後。開設了快速急行列車，行走於三宮（現時：神戶三宮）至近鐵奈良線近鐵奈良站，途經阪神難波線。在阪神難波線開通後，快速急行於本線內的停車站變為魚崎、蘆屋、西宮、今津（只限部分班次）、甲子園、武庫川（只限部分班次）和尼崎。當中，今津只於星期六及假日停靠，武庫川只於平日日間與星期六及假日停靠。同時，原本行走於梅田至西宮之間的部分急行列車改為行走於梅田至尼崎之間，並於尼崎轉乘快速急行。另外在西宮至神戶三宮之間（在通過今津與武庫川的時段中則為尼崎至神戶三宮之間），由於快速急行不停靠御影，因此實際上快速急行的等級是高於特急。雖然御影較多乘客使用，並且有許多乘客希望快速急行停靠該站。可是由於御影站的月台是建於急彎上，加上快速急行使用21米級的近鐵車輛，因此不可能把月台進行延伸。而上述提及由於車站是建於急彎上，因此車廂與月台之間的空隙較大，乘客上落時會較為危險，因此快速急行通過該站。而快速急行通過御影站時需要低速行走，這是由於轉轍器的限制｡
在2012年3月20日時間表修正起，星期六及假日早上7至8時時段中，3班前往近鐵奈良的快速急行列車改由新開地開出。使神戶高速線上加設了快速急行班次。快速急行在神戶高速線內是各站停車。該3班列車的上一個班次是從神戶三宮出發前往新開地的普通列車，並只會使用1000系或9000系（在2016年3月19日時間表修正前為特急）。而晚間設有從神戶三宮出發前往尼崎的快速急行列車（在尼崎後變為普通列車，直通至阪神難波線）。
在2020年3月14日時間表修正起，星期六及假日的大部分班次由6卡編成變為8卡編成。同時，由於蘆屋站月盧兩端均設有平交道，因此不能夠延長月台，使在該時間表修正後，8卡編成的快速急行通過蘆屋站（平日於本線內以6卡編成行走的列車均全日停靠該站)。另外在平日日間，快速急行加停武庫川站和今津站。當日起，快速急行於神戶三宮至尼崎之間的停車站包括魚崎、蘆屋（星期六及假日通過該站）、西宮、今津（只限平日日間及星期六及假日全日停靠）、甲子園、武庫川（只限平日日間及星期六及假日全日停靠）和尼崎。
與阪急神戶本線一樣，於每年舉行神戶港海上煙花大會當天與神戶Luminarie舉行期間的星期六及假日，會把阪神難波線的定期列車延長行駛，以及夜間開設從神戶三宮出發前往尼崎的臨時快速急行。

### 阪神難波線
阪神難波線西九條至大阪難波之間開通當日（2009年3月20日）也開設了快速急行班次。基本上於該線行走的快速急行是行走於神戶三宮至近鐵奈良之間。在早上和晚上不會駛入阪神本線，只行走於尼崎至近鐵奈良之間。在平日早上更設有只前往大阪難波的區間服務（在大阪難波起變為普通列車）。阪神難波線內的快速急行停車站方面，除了尼崎和西九條站外，其餘前西大阪線區間的車站均通過，在新開業區間（即西九條至大阪難波之間各站）則各站停車。列車類別顏色方面，由於阪神（水藍色）和近鐵（紅色）相異，因此，近鐵線方向的列車於櫻川站出發後，以及阪神線方向的列車於大阪難波站出發後，車內資訊熒幕的顏色也會變更。另外，當初快速急行開始直通運輸至近鐵線後，為了有一定數量來自近鐵線各站停車的班次。於平日日間時段中，快速急行在尼崎至大阪難波之間各站停車，以擔當起西大阪線區間各站停車的功能。後來在2012年3月20日時間表修正，快速急行整日通過舊西大阪線區間的中途所有車站。
曾經在每月26日天理教祭典日當天（只限當天為平日），於早上設有1班臨時快速急行班次前往天理（在大阪難波起變為臨時急行）。該班次現時（實際是在2016年3月19日時間表修正起）變為前往大和西大寺的定期列車（而在上述提及，於天理教祭典日當天，該定期列車會從前往大和西大寺臨時延長至天理）｡

## 過去曾開設快速急行的鐵路公司

### 西日本鐵道

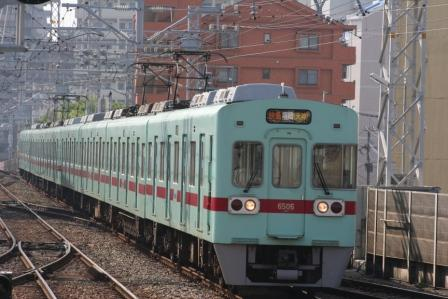
6000、6050形以8卡編成行走快速急行（西日本鐵道）

西日本鐵道天神大牟田線在2001年1月20日時間表修正中開設快速急行列車。當時只於早上繁忙時間開設上行班次，行走於大牟田站/西鐵柳川站至西鐵福岡（天神）站之間。在該修正前，早上繁忙時間的上行急行列車使用8卡編成車輛，並且通過二日市以北的急行停車站（大橋站、春日原站和下大利站）。在同日時間表修正起，所有急行列車均停靠上述三站，因此便開設了快速急行。
西日本鐵道的快速急行是西鐵唯一以8卡編成行走的列車類別（其他列車最長以7卡編成），車輛方面只限使用4門6000形/6050形（當中是由2抽6000形/6050形連結而成，2抽列車之間沒有通道連接）。停車站方面，除了春日原站和下大利站外所有急行停車站。這個安排可分開遠距離通勤客和近距離通勤客，而上述2站的月台不可容納8卡編成車輛，而這些月台的兩端設有平交道，因此不能把月台延長，因此便通過上述兩站。另外，由於西鐵設有女性專用車廂，因此快速急行的乘車位置與其他列車類別相異。在快速急行停車站的月台上，會以橙色標誌標示快速急行乘車位置。
在2010年3月27日時間表修正起，快速急行與其折返班次「直行」一同廢除。自此所有班次最長以7卡編成行走。

### 大阪市交通局
在2001年3月至2007年3月之間，平日黃昏時間曾經於大阪市營地下鐵堺筋線中設有快速急行班次（通稱「堺筋快速急行」），該班次從天下茶屋站出發，直通至阪急京都本線的河原町站。「堺筋快速急行」在堺筋線內各站停車。

### 阪急電鐵
在1987年至2022年之間，阪急電鐵曾經設有快速急行。當中神戶本線、寶塚本線和京都本線也有相關班次。阪急的快速急行之英文為“Rapid Exp.”。在2022年12月時間表修正中，快速急行這個列車類別被消滅，並改名為「準特急」。

#### 神戶本線
神戶本線在1987年開設快速急行班次。當時開設的目的是為了在特急運輸服務完結後的深夜時段，繼續提及較快捷的服務。當時的快速急行停車站包括所有特急停車站，以及塚口、夙川和六甲。當時把原本的急行（西宮北口以西各站停車）升級為快速急行。截至2019年，快速急行於早上和深夜開設班次，行走於大阪梅田站至神戶高速線新開地站之間（在深夜，上行班次只前往西宮北口）。停車站方面包括十三、塚口、西宮北口、夙川、岡本、六甲和神戶三宮至新開地沿途各站。在2006年10月28日時間表修正起，通勤特急加停夙川站，快速急行與通勤特急的停車站差異，只有六甲站（通勤特急通過六甲站，快速急行停靠六甲站）。
在1995年1月17日發生阪神大地震前，在正月三日、旅遊旺季的上午、以及沿線中學、高校星期六上學日的日間（只限下行班次）開設臨時快速急行班次，行走於梅田至三宮（現時：神戶三宮）之間。在正月三日與旅遊旺季的班次中，臨時快速急行列車會在六甲站進行待避（等待特急通過）。在星期六上學日的日間班次中，臨時快速急行於梅田站的出發時間是特急出發後1分鐘（在臨時快速急行出發後1至2分鐘，普通列車也相繼出發）。在每年舉行神戶港海上煙花大會當天與神戶Luminarie舉行期間的星期六及假日，均開設臨時快速急行班次前往梅田。在那時候，雖然列車類別幕中設有『臨時快速急行』這個顯示，但是實際上，列車類別幕會展示與定期列車相同的『快速急行』。

#### 京都本線
京都本線在1997年3月2日時間表修正中引入快速急行。當時的快速急行停車站是包括所有特急停車站加桂站。當初只有平日早上1班和晚上特急運輸服務完結後4班。所有班次均從梅田出發前往河原町。
後來在2001年3月24日時間表修正中，特急和急行系統進行重組。在當日前的快速急行改名為快速特急，在當日前的急行改名為快速急行。而在時間表修正後的新「急行」停車站中，是把原本急行的停車站，再加上南茨木站和高槻市以北（或以稱以東）各站。但是，在2007年3月時間表修正中，上述的新「急行」改名為「準急」，使京都本線一度沒有急行班次。
在2022年廢除前的快速急行中，除了平日日間外的時段，以及星期六及假日早上和深夜時段均設有快速急行班次，行走於大阪梅田至京都河原町之間（於特急運輸服務開始前與後開出班次）。停車站包括十三、淡路、茨木市、高槻市、長岡天神、桂、西院、大宮和烏丸。在平日早上繁忙時間，快速急行與通勤特急互相交替開出班次（通勤特急通過淡路站）。在深夜設有下行1班快速急行前往高槻市。另外，在平日黃昏時段，設有從大阪市營地下鐵堺筋線天下茶屋站前往河原町站（單向班次）的快速急行班次（通稱「堺筋快速急行」），在千里線中只停靠淡路站和天神橋筋六丁目站，在堺筋線內各站停車。在2007年3月時間表修正中變為準急（通稱「堺筋準急」）。

#### 寶塚本線
在2003年8月30日起至2006年10月28日修正前之間，寶塚本線曾經設有快速急行班次。當時在日間時段行走，在該時段取代了特急和急行列車，行走於梅田至寶塚之間。在2006年時間表修正後，所有快速急行均降級為急行。
停車站方面包括：十三、豐中、螢池、石橋（現時：石橋阪大前）、池田、川西能勢口、雲雀丘花屋敷、山本（而急行的停車站包括：十三和豐中至寶塚沿途各站。在快速急行廢除前，特急通過螢池和雲雀丘花屋敷）。

## 注腳